# 리키 스태니키
"리키 스태니키"(영어: Ricky Stanicky)는 2024년 공개된 미국의 판타지 코미디 영화로, 피터 패럴리가 감독을 맡았다.